# Diecezja Makau
Diecezja Makau (łac.: Dioecesis Macaonensis, port. Diocese de Macau) – katolicka diecezja w Makau. Siedziba biskupa znajduje się w katedrze Narodzenia Najświętszej Maryi Panny w Makau. Podlega bezpośrednio pod Stolicę Apostolską. Swoim zasięgiem obejmuje całe terytorium Specjalnego Regionu Administracyjnego Makau.

## Historia
Diecezja została utworzona 23 stycznia 1576 dekretem papieża Grzegorza XIII. Pierwszym biskupem ogłoszono jezuitę, Belchiora Carneiro Leitão.

## Biskupi
- biskup – Stephen Lee Bun Sang

## Główne świątynie
- Katedra Narodzenia Najświętszej Maryi Panny w Makau